# Прикраде се паук
Прикраде се паук је роман америчког књижевника Џејмс Патерсона објављен 1993. године. У Србији је преведен 2002. године. 
Прикраде се паук је роман крими трилер, и први роман у серији Џејмса Патерсона о форензичком психологу Алексу Кросу. Први пут објављен 1993. године, његов успех је довео до двадесет шест наставака од 2021. године. Адаптиран је у истоимени филм 2001. године, у којем је Морган Фриман у главној улози Кроса.

## Радња романа
Истражитељ убистава из Вашингтона и форензички психолог Алекс Крос истражује брутална убиства две црне проститутке и једног детета. Затим, у ексклузивној приватној школи, наставник математике Гери Сонеџи киднапује Меги Роуз Ден и Мајкла Голдберга. Крос је повучен са случаја убиства да би уместо тога истражио отмицу. Љут јер осећа да је свима више стало до двоје богате беле деце него троје мртвих црнаца, упознаје Џези Фленаган, шефа дечје тајне службе. У старој сеоској кући, Сонеџи закопава децу живу у посебно направљеном ковчегу. Љут због презривих коментара агента ФБИ-ја Роџера Грејема о њему на ТВ-у, Сонеџи се касније лажно представља као репортер и убија Грема. У међувремену, Крос, његов партнер Џон Сампсон и ФБИ претражују Сонеџијев стан, откривајући његову опсесију киднаповањем, посебно бебе Линдберг, и жељу да постане светски познат криминалац.
Нешто касније, леш Мајкла Голдберга је откривен, а Данесови добијају телеграм са захтевом да плате 10 милиона долара. Крос, Сампсон и ФБИ истражују, а Крос започиње аферу са Џези Фленаган. Наређено му је да испоручи новац у Дизниленду у Орланду, питајући се како Сонеџи зна за његову умешаност. Човек га одводи у авион, лети на мало острво и узима новац, али никада не испоручује Меги Роуз. У старој сеоској кући, полицајци проналазе празне гробове у којима су држана деца. Сонеџи се враћа својој кући у Вилмингтон, Делавер, где се открива да има жену и ћерку.
У Вашингтону, Сонеџи, обучен као службеник јавног комуналног предузећа, убија учитељицу из приватне школе. Крос и Сампсон су послати на лице места и, видевши начин на који је унаказио тело, брзо схватају да Сонеџи такође стоји иза убистава која су истраживали пре и после отмице. У комшилуку убијених проститутки, старија жена се присећа како је мушкарац ишао од врата до врата и продавао системе за грејање. Убрзо сазнају да човек по имену Гери Марфи ради за компанију и постављају опсервацију на његову породичну кућу у Вилмингтону, али Сонеџи успева да побегне. Дан касније, он улази у Мекдоналдс и држи неколико људи као таоце. Сонеџи је скоро мртав, али га Крос спасава, јер верује да Сонеџи зна где је Меги. Злочинац обећава да ће Крос зажалити што му је спасао живот.
Суђење Герију Сонеџију/Марфију траје једанаест месеци. Крос га хипнотише неколико пута, сазнајући да изгледа да има подељену личност; Гери Марфи, његова свакодневна личност, је нежан породичан човек, док је Гери Сонеџи опаки социопата. Упркос најбољим напорима одбране да се изјасни о неурачунљивости, Сонеџи је затворен. У међувремену, Крос сазнаје да је неко пратио Сонеџија и да је знао за отмицу. Крос сумњичи Мајка Дивајна и Чарлија Чеклија, агенте Тајне службе задужене за заштиту Меги Роуз и Мајкла када су киднаповани. Састаје се са Сонеџијем, који потврђује да је можда био праћен. Није успоставио везу све док није препознао човека на свом суђењу: Мајк Девајн.
Крос се састаје са ФБИ, који већ неко време верује да су Девајн и Чекли узели новац за откуп, унајмили и касније убили пилота са Флориде. Крос такође сазнаје да је нико други до Џези Фленаган организовала киднаповање користећи свог љубавника, Девајна, као пијуна. Отприлике у исто време, Сонеџи бежи из затвора и одлази у Вашингтон, где мучи Девајна да би сазнао где је новац за откуп. Након што је преузео новац, он убија Девајна.
Крос води Фланаган на бекство на Карибима и суочава је са њеним поступцима. Она објашњава да су Девајн и Чекли приметили Сонеџија како се вози поред Голдбергове куће и кренули за њим. Откуп је била њена идеја и уклонили су Меги Роуз након што је Мајкл случајно умро. Фленаган је ухапшен на основу снимка разговора који је Сампсон направио, а Меги Роуз је пронађена са породицом у Јужној Америци, где је живела последње две године.
Убрзо након тога, Сонеџи напада Кроса у његовој кући у Вашингтону, покушавајући да убије своју баку и децу. Изгубивши борбу, Сонеџи је прогоњен кроз престоницу и на крају сатеран у ћошак на Пенсилванија авенији, где узима двоје деце за таоце. Сонеџи се спрема да пуца у Кроса, али Сампсон први пуца у Сонеџија, ранивши га. Нешто касније, Чарли Чекли и Џези Фленаган су погубљени због својих злочина, док је Сонеџи затворен у менталној установи. Он пише последње подругљиво писмо Кросу и подмићује чувара да га остави на Кросовом ветробрану. Узнемирен, али не желећи да дозволи Сонеџију да му даље ремети живот, Крос се враћа кући да проведе време са својом породицом.

## Ликови
- Алекс Крос: афроамерички форензички психолог и детектив, описан као згодан и добро грађен. Често га називају "доктор детектив". Упркос томе што је веома посвећен свом послу, успева да буде одан отац своје двоје деце. Његова супруга Марија убијена је у пуцњави пре него што је роман почео и он је романтично повезан са Џези Фленаган пре него што сазна њену улогу у нестанку Меги Роуз.

- Џези Фленаган: Пре отмице Меги Роуз и Мајкла Голдберга, имала је цењену позицију у тајној служби — прва жена која је икада била на тој функцији. Описују је као веома лепу, иако се поверава Алексу да би волела да се родила обична како не би морала да се суочава са толико сексизма на свом радном месту. Као бела жена која је романтично повезана са Алексом (Афроамериканац), суочава се са расизмом, иако се с тим носи боље од Алекса. Оба родитеља су јој били алкохоличари, а њен отац је извршио самоубиство. Она их назива "паметним промашајима", или бриљантним људима који никада ништа нису направили од свог живота. Када је Алекс суочи са њеном издајом, признаје да му је прво пришла строго да би сазнала шта су полицајци знали, али да се касније заљубила у њега и његову децу.

- Гери Марфи/Сонеџи: Као дечак, био је физички и сексуално злостављан од стране оца и маћехе, због чега је развио подељену личност. Гери Марфи је нормалан, потпуно нормалан амерички отац и муж, док је Гери Сонеџи хладнокрвни предатор који машта о киднаповању и сахрани бебу живу у дванаестој години и оркестрира киднаповање Меги Роуз и Мајкла Голдберга. Он има опсесију да буде познат и жели да буде најстрашнији криминалац у Америци.

## У другим медијима

### Филм
Филмска адаптација истог имена објављена је 6. априла 2001. у којој су Морган Фриман у улози Алекса Кроса, Моника Потер као Џези Фленаган и Мајкл Винкот као Гери Сонеџи. Адаптација уноси суштинске промене у радњу, изостављајући велики део Сонеџијевог порекла и његове подељене личности, као и мењање идентитета родитеља киднаповане деце и коначне судбине многих ликова.